# 宮川一彦
宮川 一彦（みやかわ かずひこ、1969年2月23日 - ）は、東京都葛飾区出身の元プロ野球選手（内野手）。

## 来歴・人物
静清工業高時代は、3番・遊撃手として活躍。東北福祉大学では、2番を打ち俊足巧打の外野手として4年春ベストナイン（秋は二塁手）に選出された。4年次には大学選手権で準優勝、日米大学野球にも選出。大学通算打率.320 8本塁打。1学年上に佐々木主浩、大塚光二、同期に矢野燿大、1学年下に斎藤隆、金本知憲らがいた。
1990年のプロ野球ドラフト会議で横浜大洋ホエールズから2位指名を受け入団。
即戦力として期待され、プロ1年目の1991年から一軍出場を果たすが、打撃が非力で代打・守備要員止まりだった。それでも一軍出場時の守備が解説者から絶賛されたり、テレビ番組の珍プレー好プレーの好プレーで取り上げられたこともあった。
1996年9月8日、対ヤクルト23回戦において、同点で迎えた9回裏に、一死から谷繁元信が三塁打を放ち代走に高橋眞裕が送られ、さらに四球で一・三塁となり、続くこの日タイムリーを放っている宮川が、フラフラとレフト前にポテンヒットを放った。しかし三塁走者高橋は完全に三塁に着塁しており、ボールが落ちて安打になるのを見て慌てて走り始めたため本塁でアウトとなり、幻のサヨナラヒットとなった。
1997年以降は一軍出場が激減し、1998年のリーグ優勝及び日本一の際には出場メンバーとして登録されていたが、日本シリーズでの出場はなかった。
一軍出場のなかった1999年オフに戦力外通告を受け退団。翌2000年はアメリカ合衆国の独立リーグに参加し、当時トーマス・オマリーが監督を務めるニューアーク・ベアーズに所属した。同年秋には千葉ロッテマリーンズの入団テストを受験したが不合格となり、日本プロ野球界への復帰はならなかった。
現在は、特定非営利活動法人ベイスターズ・ベースボールアカデミーのコーチを務める。
ユニフォームの背中のアルファベット表記が、MIYAGAWA（みやがわ）だった年とMIYAKAWA（みやかわ）だった年とがある。
2025年1月現在で、女子硬式野球チームZENKO BEAMSにてヘッドコーチを務めている。

## 詳細情報

### 年度別打撃成績
| 年 度     | 球 団     | 試 合 | 打 席 | 打 数 | 得 点 | 安 打 | 二 塁 打 | 三 塁 打 | 本 塁 打 | 塁 打 | 打 点 | 盗 塁 | 盗 塁 死 | 犠 打 | 犠 飛 | 四 球 | 敬 遠 | 死 球 | 三 振 | 併 殺 打 | 打 率 | 出 塁 率 | 長 打 率 | O P S |
| --------- | --------- | ----- | ----- | ----- | ----- | ----- | -------- | -------- | -------- | ----- | ----- | ----- | -------- | ----- | ----- | ----- | ----- | ----- | ----- | -------- | ----- | -------- | -------- | ----- |
| 1991      | 大洋 横浜 | 22    | 20    | 19    | 0     | 2     | 0        | 0        | 0        | 2     | 0     | 0     | 2        | 0     | 0     | 1     | 0     | 0     | 8     | 0        | .105  | .150     | .105     | .255  |
| 1992      | 大洋 横浜 | 21    | 24    | 23    | 2     | 6     | 2        | 0        | 0        | 8     | 0     | 0     | 0        | 0     | 0     | 1     | 0     | 0     | 4     | 0        | .261  | .292     | .348     | .639  |
| 1994      | 大洋 横浜 | 4     | 6     | 6     | 0     | 0     | 0        | 0        | 0        | 0     | 0     | 0     | 0        | 0     | 0     | 0     | 0     | 0     | 4     | 0        | .000  | .000     | .000     | .000  |
| 1996      | 大洋 横浜 | 39    | 96    | 85    | 10    | 21    | 4        | 0        | 2        | 31    | 9     | 0     | 0        | 4     | 2     | 4     | 0     | 1     | 18    | 0        | .247  | .283     | .365     | .647  |
| 1997      | 大洋 横浜 | 5     | 7     | 7     | 0     | 1     | 1        | 0        | 0        | 2     | 1     | 0     | 0        | 0     | 0     | 0     | 0     | 0     | 5     | 0        | .143  | .143     | .286     | .429  |
| 1998      | 大洋 横浜 | 8     | 14    | 12    | 2     | 3     | 1        | 0        | 0        | 4     | 1     | 0     | 0        | 0     | 1     | 1     | 0     | 0     | 5     | 0        | .250  | .286     | .333     | .619  |
| 通算：6年 | 通算：6年 | 99    | 167   | 152   | 14    | 33    | 8        | 0        | 2        | 47    | 11    | 0     | 2        | 4     | 3     | 7     | 0     | 1     | 44    | 0        | .217  | .252     | .309     | .561  |

- 大洋（横浜大洋ホエールズ）は、1993年に横浜（横浜ベイスターズ）に球団名を変更

### 記録
- 初出場：1991年4月6日、対阪神タイガース1回戦（横浜スタジアム）、8回裏に谷繁元信の代打として出場
- 初安打：1991年4月11日、対ヤクルトスワローズ3回戦（明治神宮野球場）、8回表に松本豊の代打として出場、宮本賢治から
- 初先発出場：1991年8月2日、対ヤクルトスワローズ17回戦（横浜スタジアム）、7番・三塁手として先発出場
- 初打点：1996年5月14日、対読売ジャイアンツ4回戦（横浜スタジアム）、6回裏にバルビーノ・ガルベスから犠飛
- 初本塁打：1996年8月20日、対読売ジャイアンツ20回戦（東京ドーム）、5回表にバルビーノ・ガルベスから右越ソロ

### 背番号
- 25 （1991年 - 1992年）
- 36 （1993年 - 1999年）